# Epichernes guanacastensis
Espèce
Epichernes guanacastensis est une espèce de pseudoscorpions de la famille des Chernetidae.

## Distribution
Cette espèce est endémique du Costa Rica. Elle se rencontre dans le parc national Santa Rosa.

## Habitat
Elle se rencontre dans le terrier de Liomys salvini.

## Description
Le mâle holotype mesure 3,22 mm et la femelle paratype 3,97 mm, les mâles mesurent de 3,22 à 3,86 mm et les femelles de 2,95 à 4,11 mm.

## Étymologie
Son nom d'espèce, composé de guanacaste et du suffixe latin -ensis, « qui vit dans, qui habite », lui a été donné en référence au lieu de sa découverte, la province de Guanacaste.

## Publication originale
- Muchmore, 1993 : A new species of Epichernes from Costa Rica (Pseudoscorpionida, Chernetidae). Insecta Mundi, vol. 6, no 3/4, p. 129-134 (texte intégral).